# José Cerdà Gimeno
José Cerdà Gimeno (València, 1931) és un notari valencià. Es llicencià en Dret per la Universitat de València i, posteriorment, ingressa en el cos superior d'administradors civils de l'Estat. La seva carrera comença quan ingressa en el cos de notaris de Madrid i el 1968, va ocupar la notaria de Formentera. Va ser el primer notari que va tenir l'illa. La seva relació amb les Pitiüses tindrà continuïtat en accedir també a la notaria de Santa Eulària des Riu i a la de la ciutat d'Eivissa, on va exercir la seva vocació fins a la seva jubilació en el 2001.
Pels seus reconeguts estudis sobre el dret foral, el 1972 va ser nomenat per la Comissió de Juristes d'Eivissa ponent especial per a la revisió de la compilació del dret civil de Balears. Fruit d'una incansable tasca en aquesta matèria és la designació com a vocal de la Comissió d'Experts per a l'estudi d'una possible reforma de la compilació del dret civil de Balears que va aprovar el Consell de Govern l'octubre de 1998. A més, el Consell Insular d'Eivissa i Formentera el nomenarà vocal del Consell Assessor per al Manteniment, Conservació i Defensa del Dret Foral d'Eivissa i Formentera.
El 1980 va ser nomenat representant d'Espanya davant el Consell d'Europa en el denominat Comitè d'Experts sobre el Dret dels Cònjuges. Membre originari de la Secció Foral de Balears de l'Institut Espanyol de Dret Foral, des de juny de 2003 és acadèmic numerari de l'Acadèmia de Jurisprudència i Legislació de Balears i ha participat en la fundació de l'associació Instituto de Desarrollo y Análisis del Derecho de Familia en España.
Entre les distincions obtingudes figuren el nomenament com a fill adoptiu de l'illa de Formentera, per acord unànime de la corporació municipal el 1984, i la Creu d'Honor de l'orde de Sant Raimundo de Penyafort, concedida pel Ministeri de Justícia el 22 de juliol de 2002. Des de l'any 2005 és doctor en dret per la Universitat de València amb la tesi titulada La prohibición de sucesión contractual en el Código Civil. El 2006 va rebre el Premi Ramon Llull.